# Katarzyna Cichopek
Katarzyna Maria Cichopek, primo voto Hakiel (ur. 7 października 1982 w Warszawie) – polska prezenterka telewizyjna, aktorka niezawodowa, z wykształcenia psycholożka.

## Życiorys
W dzieciństwie uczęszczała do szkoły sportowej o profilu gimnastyki artystycznej, jednak przerwała naukę po trzech latach wskutek kontuzji kręgosłupa. Występowała w szkolnym chórze. W wieku 12 lat brała udział w zajęciach kółka teatralnego Haliny i Jana Machulskich, działającego przy Teatrze Ochoty w Warszawie, gdzie zdobyła uprawnienia instruktora teatralnego. Ukończyła LXXV Liceum Ogólnokształcące im. Jana III Sobieskiego w Warszawie i studia magisterskie na kierunku „psychologia stosunków międzykulturowych” na Wydziale Psychologii Szkoły Wyższej Psychologii Społecznej, broniąc pracę dyplomową pt. „Jak umiejscowienie kontroli wpływa na światopogląd postmodernistyczny i new age’owy?”.
Jako aktorka telewizyjna debiutowała w 1997 rolą Elżutki w serialu Boża podszewka. Ogólnopolską rozpoznawalność przyniosła jej rola Kingi Zduńskiej w serialu TVP2 M jak miłość, w którym gra od 2000. W 2005 wystąpiła w teledysku do utworu zespołu Ex-Dance „Gdy Tobie kłamałem”, nagrała z Marcinem Mroczkiem piosenkę „Imię deszczu” z repertuaru Mafii na potrzeby składanki pt. Ona i on – duety miłosne oraz poprowadziła Międzynarodowy Festiwal Kultury i Piosenki Romów w Ciechocinku. Jesienią 2005 w parze z Marcinem Hakielem zwyciężyła w finale drugiej edycji programu rozrywkowego TVN Taniec z gwiazdami. W 2006 jako para uczestniczyli w ogólnopolskiej trasie objazdowej pt. Taniec z gwiazdami w Twoim mieście oraz zwyciężyli w programie Finał Finałów Tańca z gwiazdami. Na fali popularności zdobytej dzięki udziałowi w Tańcu z gwiazdami otworzyli wspólnie pierwszą placówkę szkoły tańca „Hakiel – Akademia Tańca” w Warszawie, nagrali serię płyt DVD z kursem tańca pt. „Taniec krok po kroku” i wydali książkę pt. „Szkoła tańca”, a 1 września 2007, reprezentując Polskę, zajęli czwarte miejsce w finale 1. Konkursu Tańca Eurowizji w Londynie.

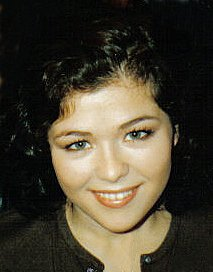
Cichopek (2007)

W 2006 zwyciężyła w plebiscycie Viva! Najpiękniejsi 2005 na „najpiękniejszą Polkę”. W 2007 została prezenterką telewizji Polsat: współprowadziła pięć edycji programu rozrywkowego Jak oni śpiewają (2007–2009) i pierwszą edycję Just the Two of Us. Tylko nas dwoje (2010) oraz kilka edycji polsatowskiego festiwalu TOPtrendy (2006–2008, 2010) i noworoczne koncerty Sylwestrowa Moc Przebojów (2010–2012). Ponadto prowadziła teleturniej randkowy Polsatu Gra wstępna (2009) oraz programy Sexy mama i Mały nie-poradnik dla Polsat Café. W 2008 uczestniczyła w jednym z odcinków programu TVP2 Fort Boyard.
W latach 2009–2010 grała Klaudię, jedną z głównych bohaterek serialu Tancerze. W tym okresie miała także wystąpić jako Hanka, główna postać kobieca w filmie Kochaj i tańcz (2009), jednak straciła angaż na rzecz Izabelli Miko. W 2010 zadebiutowała jako aktorka teatralna na scenie Teatru Kamienica w Warszawie rolą Donny Anny w spektaklu Testament cnotliwego rozpustnika w reżyserii Emiliana Kamińskiego. Od 2010 wydała trzy poradniki dla mam: Sexy Mama. Bo jesteś kobietą (2010), Sexy Mama. Jedz, chudnij i ciesz się sobą! (2011) i Z maluchem przy stole (2013). W 2013 zagrała w teledysku do piosenki „Wszystkiego na raz” Libera i Natalii Szroeder, wystąpiła w roli Dziuni w filmie Pawła Bilskiego SkarLans oraz odebrała z Marcinem Mroczkiem Kryształowe serce, nagrodę przyznawaną z okazji emisji 1000. odcinka serialu M jak miłość dla „najpiękniejszej młodej pary”. W 2015 współprowadziła program Twój Puls dla TV Puls. W 2016 zagrała Beatę w jednym z odcinków serialu TV4 Policjantki i policjanci. W latach 2016–2017 poprowadziła dwie edycje programu 8TV pt. Nowa ja!. W 2019 z Marcinem Hakielem byli jedną z par jurorskich w teleturnieju Czar par. 3 lutego 2020 współprowadziła ceremonię wręczenia Telekamer 2020, a od września 2020 do stycznia 2024 współprowadziła poranny program TVP2 Pytanie na śniadanie. Na początku 2023 TVP2 wyemitowała drugą edycję talent show You Can Dance. Nowa Generacja, którego Cichopek była jurorką.
Jesienią 2024 wznowiła współpracę z Telewizją Polsat, zostając jedną ze współprowadzących (w parze z Maciejem Kurzajewskim) poranny program halo tu polsat oraz program reality show Moja mama i twój tata.

### Działalność społeczna i charytatywna
Wspierając podopiecznych Fundacji Polsat, wystąpiła w sesji zdjęciowej na potrzeby charytatywnego kalendarza na rok 2008 i włączyła się w akcję „Wystarczy chcieć” namawiającą do pomocy chorym dzieciom.
W 2014 została ambasadorką kampanii „Dotykam = Wygrywam”, zachęcającej Polki o regularnego samobadania piersi.

## Wpływ na popkulturę

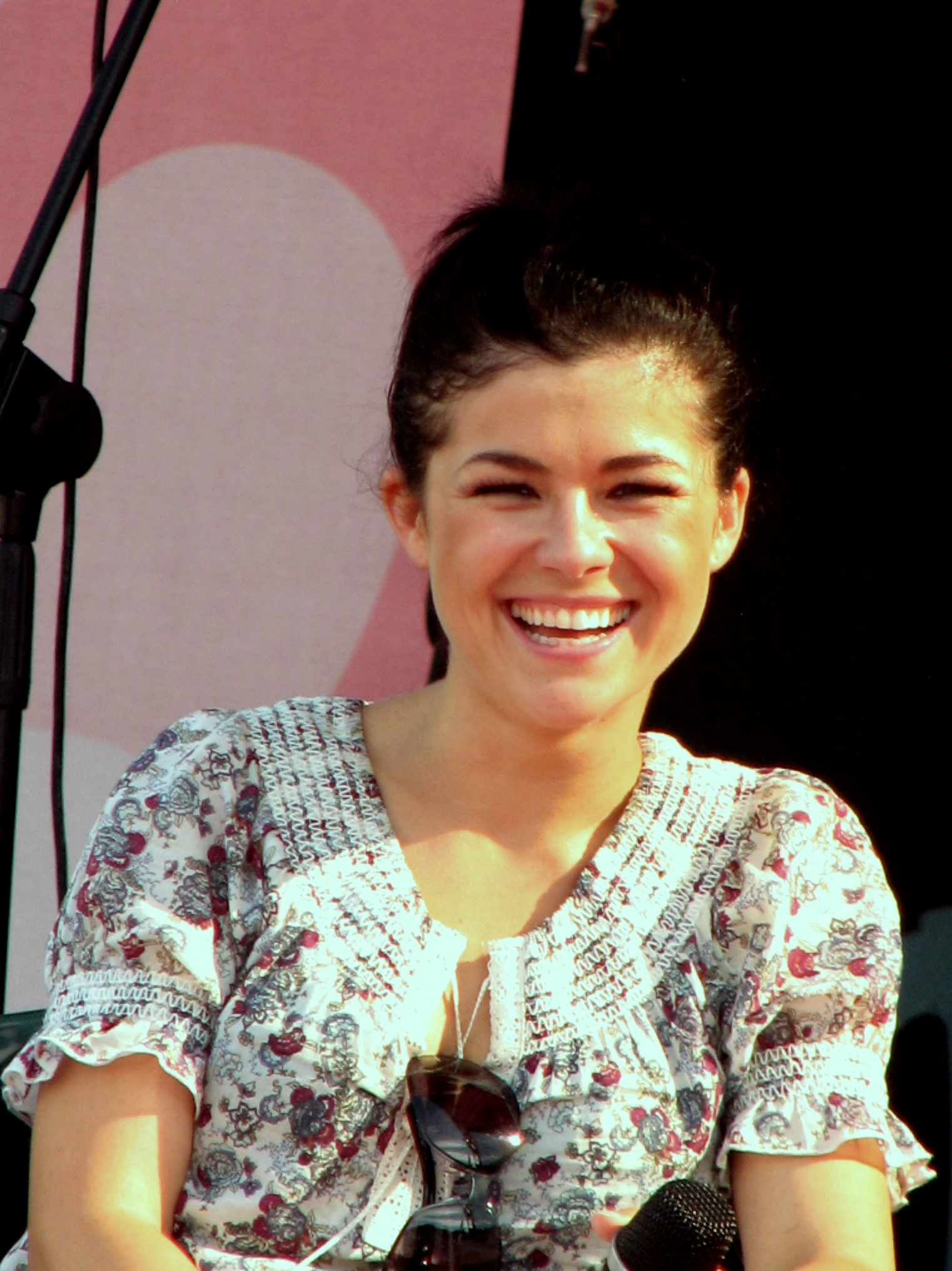
Cichopek na zlocie fanów serialu M jak miłość w Gdyni (2010)

W 2005 fraza „Katarzyna Cichopek” znalazła się na 10. miejscu w kategorii najpopularniejszych Polek i trzecim miejscu w kategorii najpopularniejszych polskich aktorek w opublikowanym przez Google Zeitgeist rankingu najczęściej wyszukiwanych haseł w polskim Internecie.
W 2006 znalazła się w gronie największych gwiazd polskiego show-biznesu w raporcie sporządzonym przez agencję TNS OBOP na zlecenie dziennika „Fakt”. W 2008 zajęła pierwsze miejsce w rankingu najpopularniejszych prezenterów programów rozrywkowych sporządzonym przez TNS OBOP i w zestawieniu najseksowniejszych Polek sporządzonym przez agencję Pentor na zlecenie „Wprost”. W 2009 w zestawieniu Press-Service Monitoring Mediów była jedną z najczęstszych bohaterek okładek pism kobiecych, a w rankingu na największą liczbę artykułów prasowych poświęconych osobom publicznym zajęła drugie miejsce w kategorii telewizja; ekwiwalent reklamowy publikacji prasowych poświęconych jej osobie w okresie od lipca do września 2009 wynosił 13,6 mln zł.
W 2011 z ówczesnym mężem, Marcinem Hakielem, zajęła trzecie miejsce w rankingu na najbardziej rozpoznawalne pary polskiego show-biznesu, sporządzonym przez ARC Rynek i Opinię Celebrity Monitor. 
Była jedną ze „100 najcenniejszych gwiazd polskiego show-biznesu” według danych magazynu „Forbes”; jej wizerunek został wyceniony przez reklamodawców na: 303 tys. zł w 2008 (75. miejsce), 521,5 tys. zł w 2010 (22. miejsce). W 2023 zajęła czwarte miejsce w rankingu „100 najcenniejszych kobiecych marek osobistych” sporządzonym przez dwumiesięcznik „Forbes Women”; jej ekwiwalent reklamowy wyceniono na 239 126 092 zł.
Wystąpiła w kampanii reklamowej producenta perfum Creation Lamis (2005), suplementu diety Bio-C.L.A. Duo (2011) i producenta szkieł okularowych Eyezen (2017).

## Życie prywatne

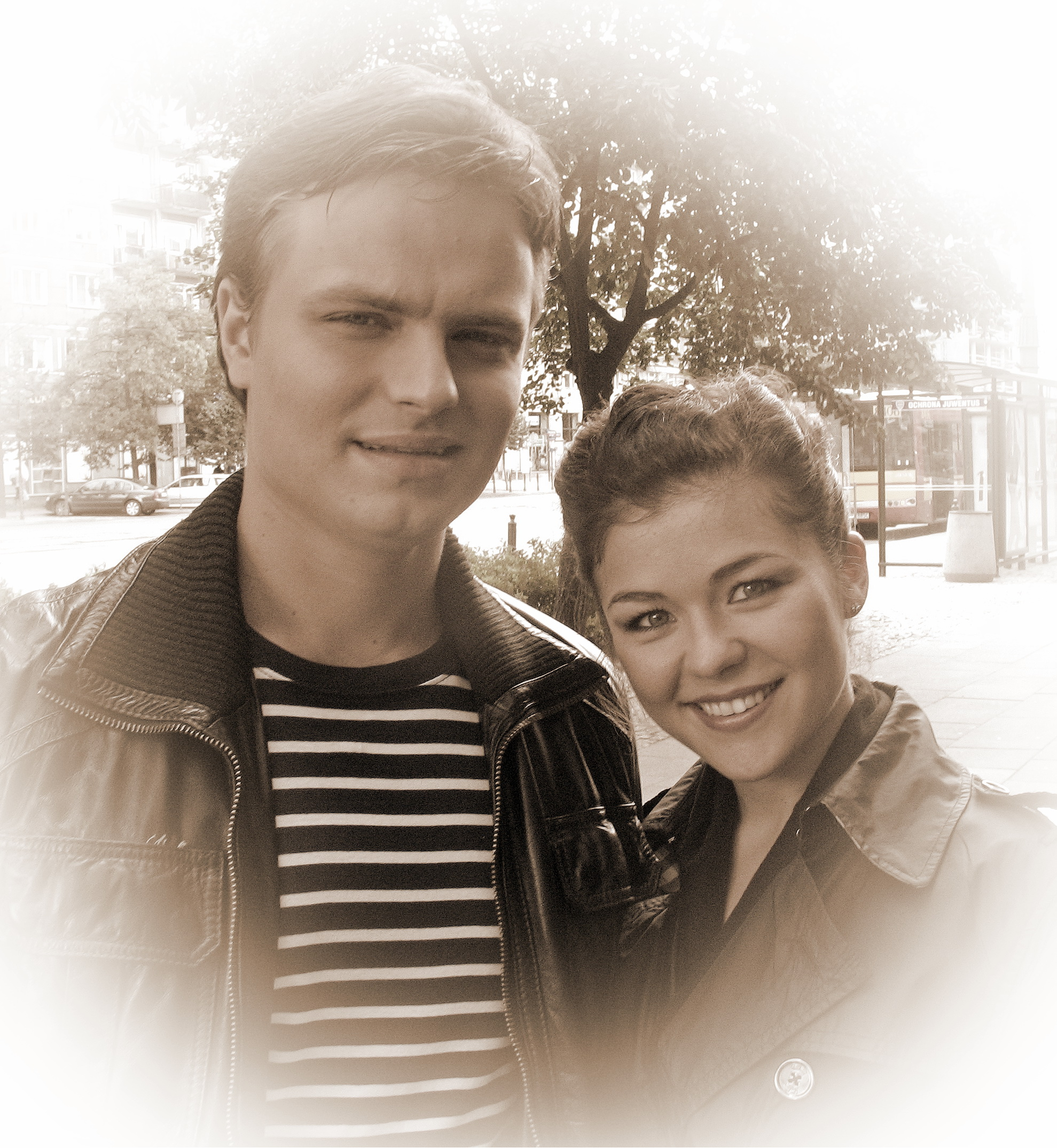
Marcin Hakiel i Cichopek (2009)

20 września 2008 w sanktuarium Matki Bożej Fatimskiej na Krzeptówkach w Zakopanem wyszła za tancerza Marcina Hakiela, którego poznała w trakcie realizacji drugiej edycji programu Taniec z gwiazdami. Mają syna Adama (ur. 2009) i córkę Helenę (ur. 2013), która w czerwcu 2021 po raz pierwszy wystąpiła na scenie Teatru Muzycznego Roma. 11 marca 2022 w oświadczeniu wydanym w mediach społecznościowych poinformowali o rozstaniu, 25 sierpnia się rozwiedli, a 7 października Cichopek potwierdziła swój związek z dziennikarzem Maciejem Kurzajewskim.

## Filmografia
- 1997: Boża podszewka jako Elżutka
- od 2000: M jak miłość jako Kinga Filarska-Zduńska, żona Piotra
- 2004: Dziki jako Zosia Walczakowa
- 2006: K jak Kasia Cichopek jako ona sama
- 2008: I kto tu rządzi? jako Iwona (odc. 41)
- 2008: Daleko od noszy jako policjantka Asia (odc. 152)
- 2008: Agentki jako aktorka Anna Migdalska (odc. 10)
- 2009: Tancerze jako Klaudia Lichotek
- 2010: Dancing for You jako Kajka
- 2011: Na dobre i na złe jako Anna, dziewczyna Marka (odc. 467)
- 2013: SkarLans jako Dziunia
- 2015: Wkręceni 2 jako jurorka talent show "Gotuj dla gwiazd"
- 2016: Policjantki i policjanci jako Beata
- 2017: Ojciec Mateusz jako Eliza Kania (odc. 223)
- 2017: Na sygnale jako pacjentka (odc. 141)

## Teatr
- 2010: Testament cnotliwego rozpustnika jako Donna Anna (Teatr Kamienica)
- 2015: Wszystko przez Judasza jako aktorka Ada (Teatr Palladium)
- 2017: Mayday 2

## Publikacje
- Katarzyna Cichopek, Marcin Hakiel, Szkoła tańca, Wydawnictwo Publicat 2006
- Katarzyna Cichopek, Sexy Mama. Bo jesteś kobietą, Wydawnictwo Rodzinne 2010
- Katarzyna Cichopek, Sexy Mama. Jedz, chudnij i ciesz się sobą!, Wydawnictwo Rodzinne 2011
- Katarzyna Cichopek, Z maluchem przy stole, Wydawnictwo Ole 2013

## Nagrody i nominacje
| Rok  | Nagroda                   | Kategoria                                                  | Tytułem                     | Rezultat                                 | Źródło |
| ---- | ------------------------- | ---------------------------------------------------------- | --------------------------- | ---------------------------------------- | ------ |
| 2006 | Viva! Najpiękniejsi       | Najpiękniejsza aktorka                                     |                             | Wygrana                                  | [ 16 ] |
| 2006 | Jetix Kids Awards         | Ulubiony aktor                                             | Nominacja                   | [ 77 ]                                   |        |
| 2007 | Wiktory 2006              | Największe odkrycie telewizyjne                            | Nominacja                   | [ 78 ]                                   |        |
| 2008 | Wiktory 2007              | Największe odkrycie telewizyjne                            | Nominacja                   | [ 79 ]                                   |        |
| 2008 | Skrzydła 2007             |                                                            | Nominacja                   | [ 80 ]                                   |        |
| 2008 | Telekamery 2007           | Rozrywka                                                   | Nominacja                   | Jak oni śpiewają (z Krzysztofem Ibiszem) | [ 81 ] |
| 2009 | Telekamery 2008           | Rozrywka                                                   | Nominacja                   | Jak oni śpiewają (z Krzysztofem Ibiszem) | [ 82 ] |
| 2009 | Wiktory 2008              | Najpopularniejszy prezenter telewizyjny                    | Nominacja                   |                                          | [ 83 ] |
| 2023 | Telekamery 2023           | Prezenter / prowadzący / gospodarz show                    | – (z Maciejem Kurzajewskim) | Wygrana                                  | [ 84 ] |
| 2023 | Jupitery roku             | Gwiazda roku                                               | –                           | Nominacja                                | [ 85 ] |
| 2024 | Gwiazdy Party             | Osobowość telewizyjna                                      | –                           | Nominacja                                | [ 86 ] |
| 2025 | Osobowości i Sukcesy Roku | Najlepsza Para Prowadzących w Polskiej Telewizji Roku 2025 | – (z Maciejem Kurzajewskim) | Wygrana                                  | [ 87 ] |